# Congolo-Américains
Les Congolo-Américains sont les Américains d'origine congolaise. Selon le recensement des États-Unis effectué en 2010, ils sont au nombre de 11 009. Ils sont particulièrement présents à Boston, dans l'aire métropolitaine de Baltimore-Washington, à New York et au Texas. Depuis que sévissent les guerres du Congo, l'émigration congolaise a fortement augmenté,. En 2013, le nombre de réfugiés de la guerre du Congo installé aux États-Unis est estimé à plus de 10 000.